# The Legend of Korra mùa 1
Quyển 1: Khí là mùa đầu tiên của loạt phim hoạt hình Mỹ The Legend of Korra, phần tiếp theo của loạt phim Avatar: The Last Airbender. Mùa phim này gồm 12 tập, được phát sóng lần đầu trên kênh Nickelodeon từ ngày 14 tháng 4 đến ngày 23 tháng 6 năm 2012.

## Tổng quan
Bối cảnh của loạt phim diễn ra 70 năm sau các sự kiện trong Avatar: The Last Airbender, khi thế giới đã bước vào thời đại hiện đại hóa. Câu chuyện theo chân Korra – hiện thân tiếp theo của Avatar sau Aang, người đang học cách kiểm soát ngự khí thuật để giữ hòa bình cho thế giới.
Trong phần 1, Korra rời quê hương Nam Thủy tộc để đến Thành phố Cộng Hòa – một đô thị hiện đại được thành lập bởi Avatar Aang và Hỏa vương Zuko. Tại đây, cô học ngự khí thuật với Tenzin, con trai của Aang, và nhanh chóng bị cuốn vào một cuộc xung đột lớn với tổ chức phản ngự thuật mang tên Hội Bình Đẳng, đứng đầu bởi Amon – một kẻ bí ẩn có khả năng tước bỏ năng lực ngự thuật của người khác.

## Diễn viên lồng tiếng
- Janet Varney trong vai Korra
- J.K. Simmons trong vai Tenzin
- David Faustino trong vai Mako
- P.J. Byrne trong vai Bolin
- Seychelle Gabriel trong vai Asami Sato
- Steve Blum trong vai Amon

## Đón nhận
Phần 1 nhận được nhiều lời khen ngợi từ giới phê bình nhờ vào hình ảnh đẹp mắt, âm nhạc ấn tượng, chiều sâu nhân vật và thông điệp chính trị-xã hội sâu sắc. Amon được đánh giá là một trong những phản diện nổi bật nhất trong vũ trụ Avatar.

## Phát hành
Nickelodeon ban đầu dự kiến sản xuất The Legend of Korra như một loạt mini chỉ gồm 12 tập. Tuy nhiên, do thành công vượt mong đợi của phần 1, loạt phim đã được mở rộng thành 4 phần với tổng cộng 52 tập.